# موريس دينيس
موريس دينيس (بالفرنسية: Maurice Denis)‏ هو ناقد فني ورسام توضيحي وكاتب فرنسي، ولد في 25 نوفمبر 1870 في غرانفيل في فرنسا، وتوفي في 13 نوفمبر 1943 في باريس في فرنسا.

## معرض صور

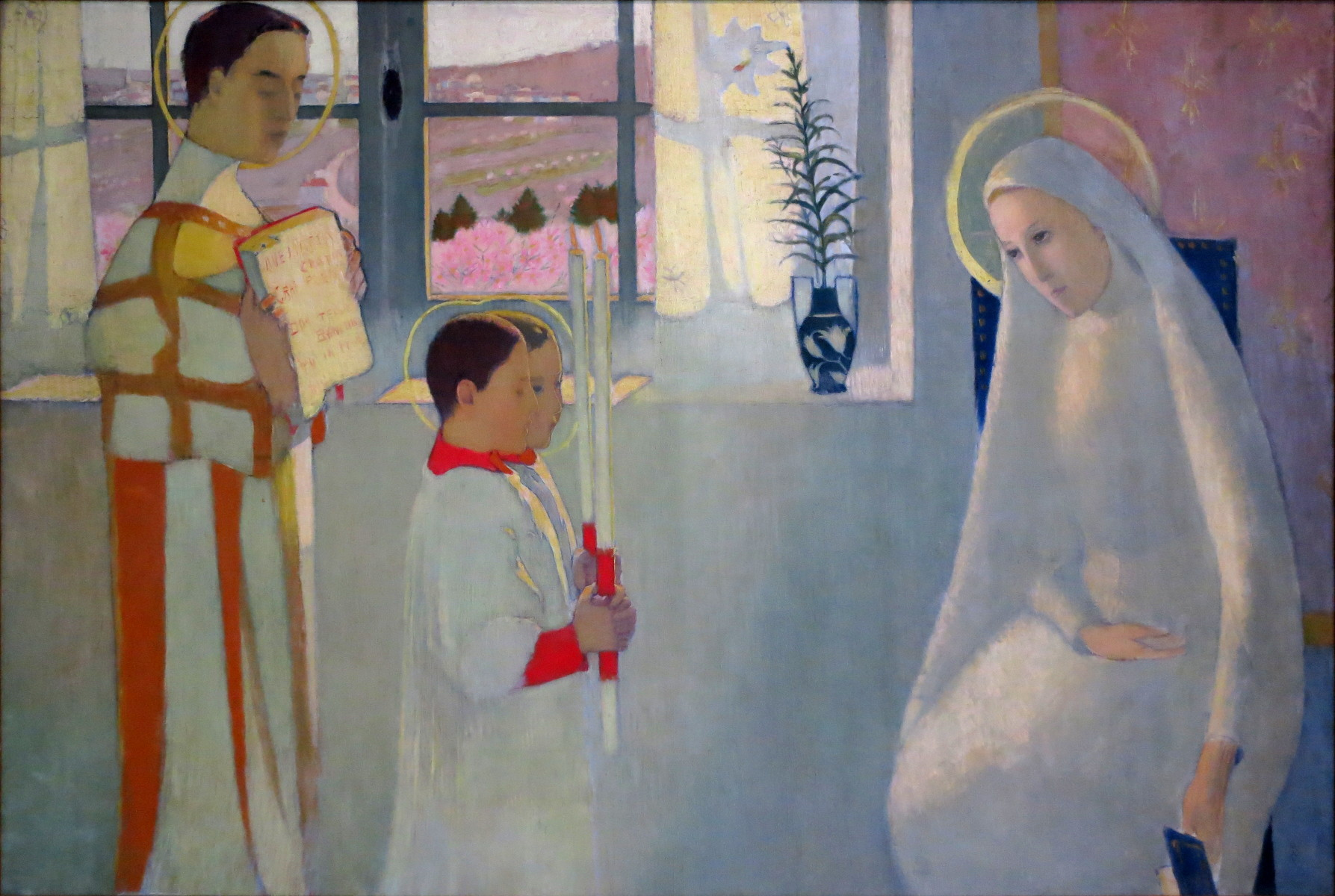
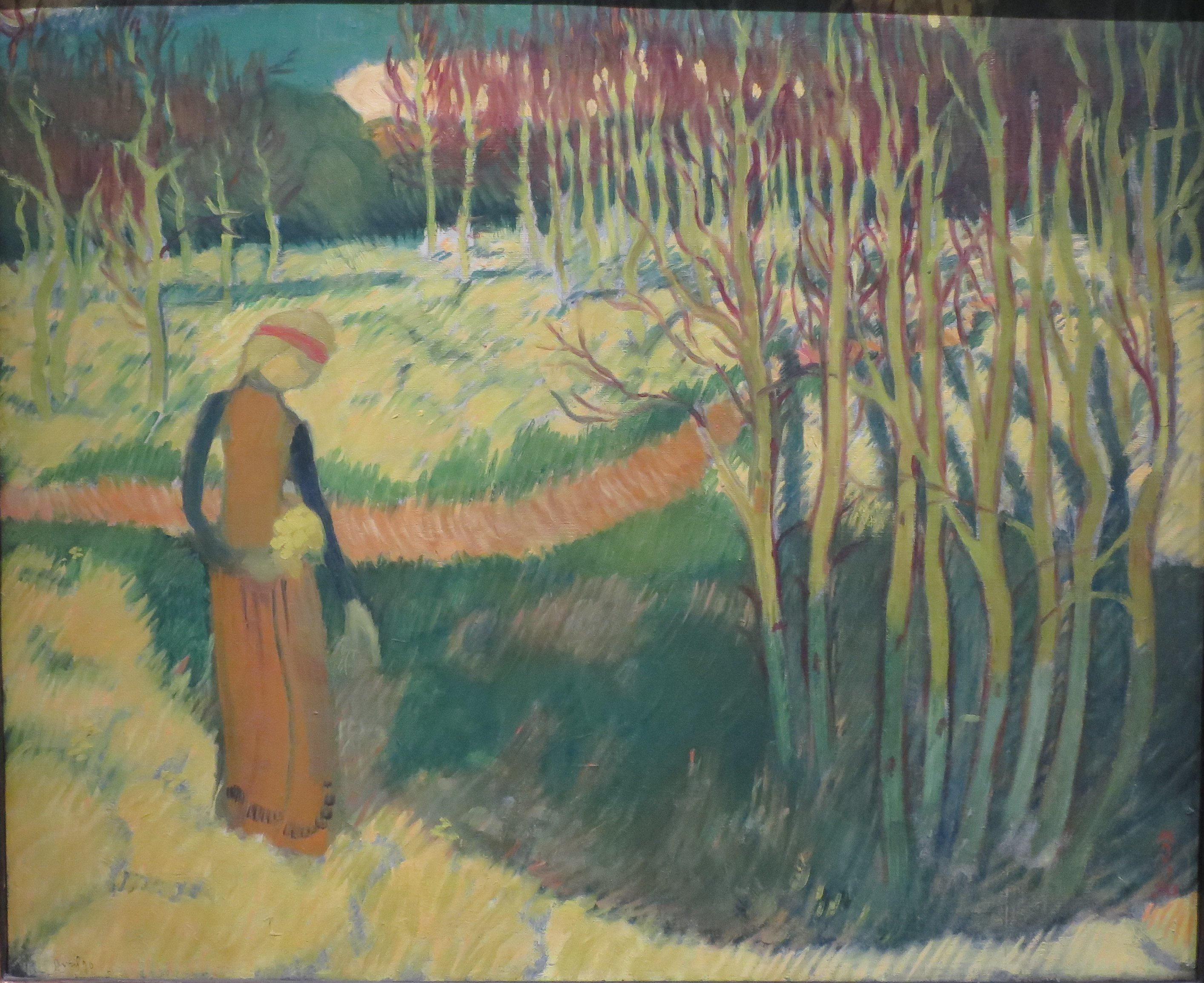
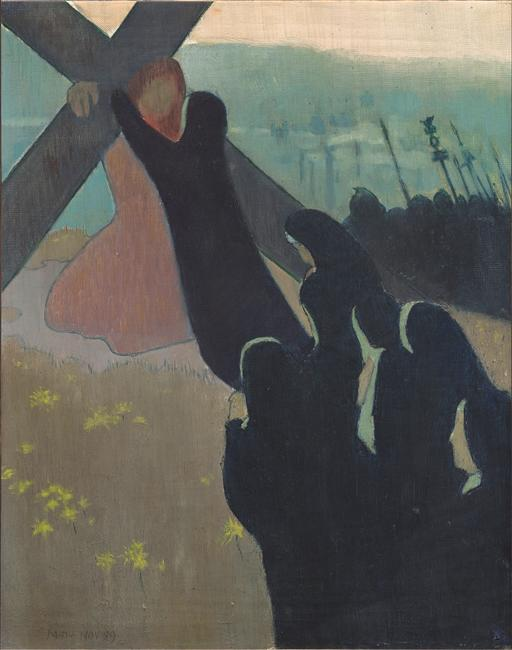

## وصلات خارجية
- موريس دينيس على موقع أوليمبيديا (الإنجليزية)

- موريس دينيس على موقع الموسوعة البريطانية (الإنجليزية)
- موريس دينيس على موقع ديسكوغز (الإنجليزية)